# Via Francigena

La voie francigène suivie par Sigéric de Cantorbéry.

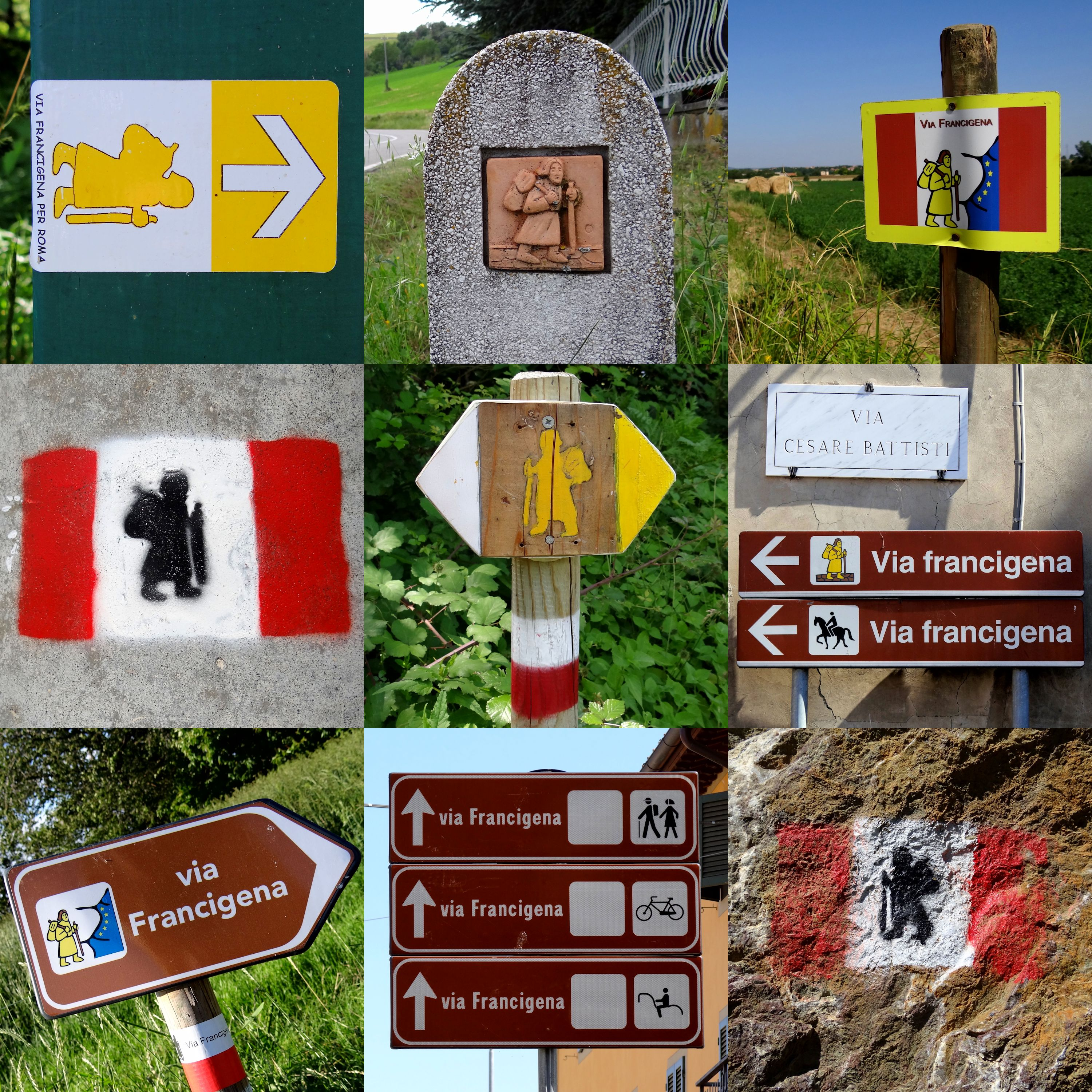
Signalisation sur la via Francigena.

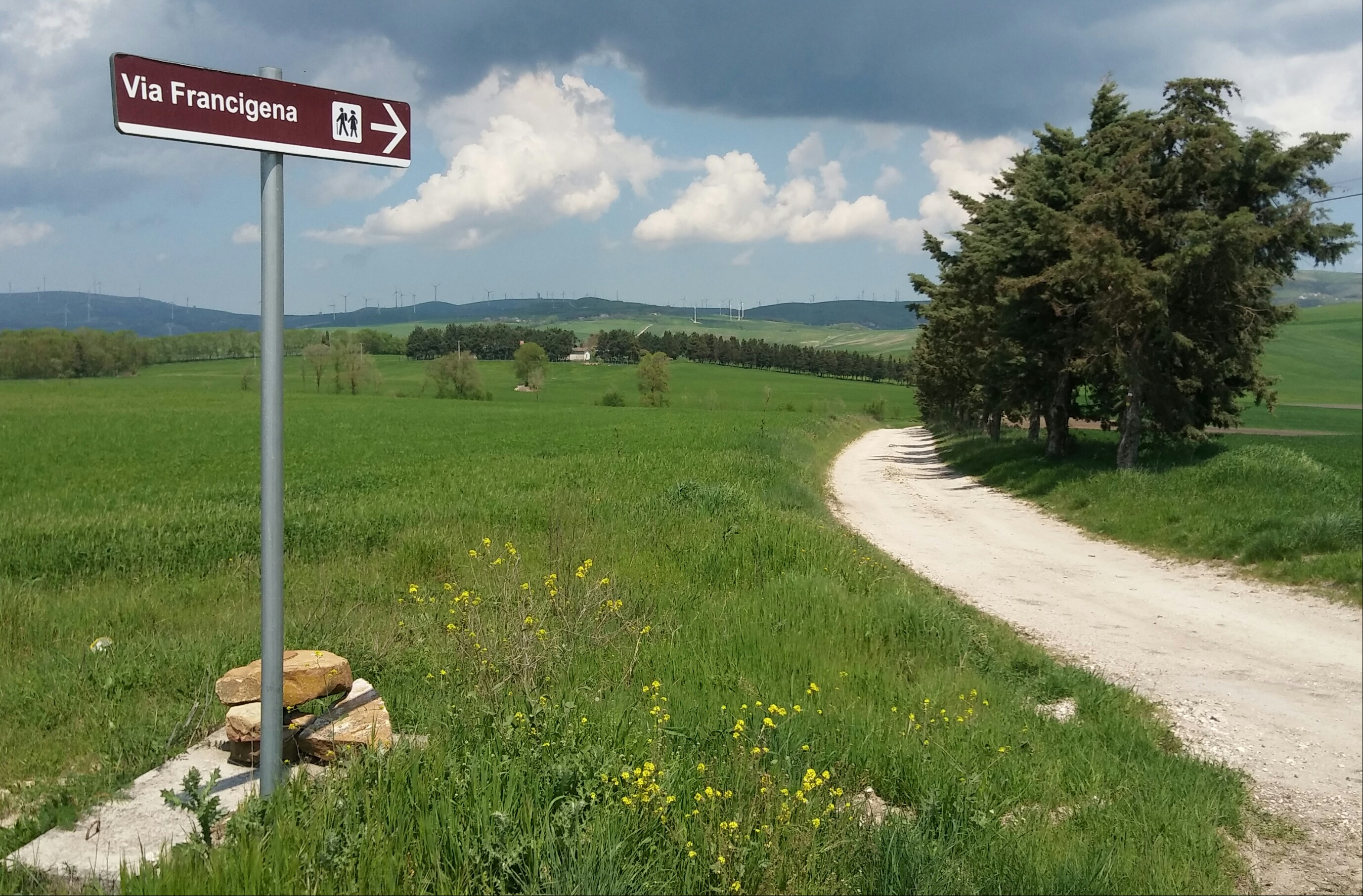
La via Francigena sur le territoire de la commune de Ariano Irpino.

La via Francigena — en français la « voie francigène » (pouvant se traduire par la « voie qui vient de France ») — est un chemin de pèlerinage reliant Canterbury à Rome en passant par la France et la Suisse. Il est restrictif de l'identifier au seul itinéraire de Sigéric de Cantorbéry, archevêque de Cantorbéry, qui effectua le trajet en 990 et en laissa la description dans un document qui récapitule ses 79 étapes, lors du voyage de retour depuis la ville éternelle jusqu'au siège de son évêché. Ce sont les étapes de son voyage qui forment la Via Francigena actuelle.
À l'instar des chemins de Compostelle, c'est une importante voie de pèlerinage médiévale qui a été l'objet d'études, d'un balisage et d'une reconnaissance en 1994 par le Conseil de l'Europe comme itinéraire culturel du Conseil de l'Europe.

## Histoire
En 58 av. J.-C., Jules César ouvrit une « route de Rome », reliant le nord de l'Europe à Rome, qui devint rapidement l'épine dorsale du système routier de l'Europe occidentale. À la suite de la domination arabe de Jérusalem en 640, Rome devint la principale destination des pèlerinages chrétiens, jusqu'au début de la vénération de saint Jacques, à Saint-Jacques-de-Compostelle, au Xe siècle. L'itinéraire atteignit son apogée à partir de 1300, avec la proclamation des « années saintes ». En effet, le pape accordait l'indulgence plénière aux pécheurs qui entreprenaient le pèlerinage vers Rome. Le flux atteignit souvent des dizaines de milliers d'usagers chaque année. La Via Francigena était l'axe de communication principal entre le Nord et le Sud de l'Europe, le long duquel transitaient marchands, soldats et pèlerins.
L'utilisation croissante de la Via Francigena comme voie de commerce contribua à l'essor extraordinaire de nombreux centres urbains situés le long de celle-ci. Elle joua un rôle stratégique dans le transport vers les marchés du nord de l'Europe, des marchandises en provenance de l'Orient (soie, épices) et également pour l'échange de ces produits avec les tissus de Flandre et du Brabant sur les marchés de Champagne. Au XIIIe siècle, les échanges commerciaux s'accrurent tellement que de nombreuses voies alternatives à la Via Francigena se développèrent ; elle perdit par conséquent son caractère d'unicité et se fractionna en de multiples itinéraires reliant le nord et le sud ; à tel point que son nom même fut changé en Via Romea, pour en souligner la destination plutôt que l'origine.
L'expression « Tous les chemins mènent à Rome » suggère qu'il n'y avait pas d'itinéraire unique pour se rendre au tombeau de saint Pierre dans la basilique Saint-Pierre du Vatican à Rome. C'était, avec celui de Jérusalem (lieux saints : Bethléem, Saint-Sépulcre, etc. : les pèlerins étaient appelés « paulmiers ») et celui de Compostelle (tombeau de saint Jacques : les pèlerins étaient appelés « jacquets »), l'un des trois grands pèlerinages chrétiens. Les pèlerins de Rome étaient appelés « romieux », « roumieux » ou « romées » selon la langue des régions traversées, d'où le prénom italien Romeo. Plus largement, les musulmans appelaient tous les chrétiens « roumieh » ou « roumi », terme qui a perduré jusqu'au XXIe siècle.

## Itinéraires

### Itinéraire de Sigéric

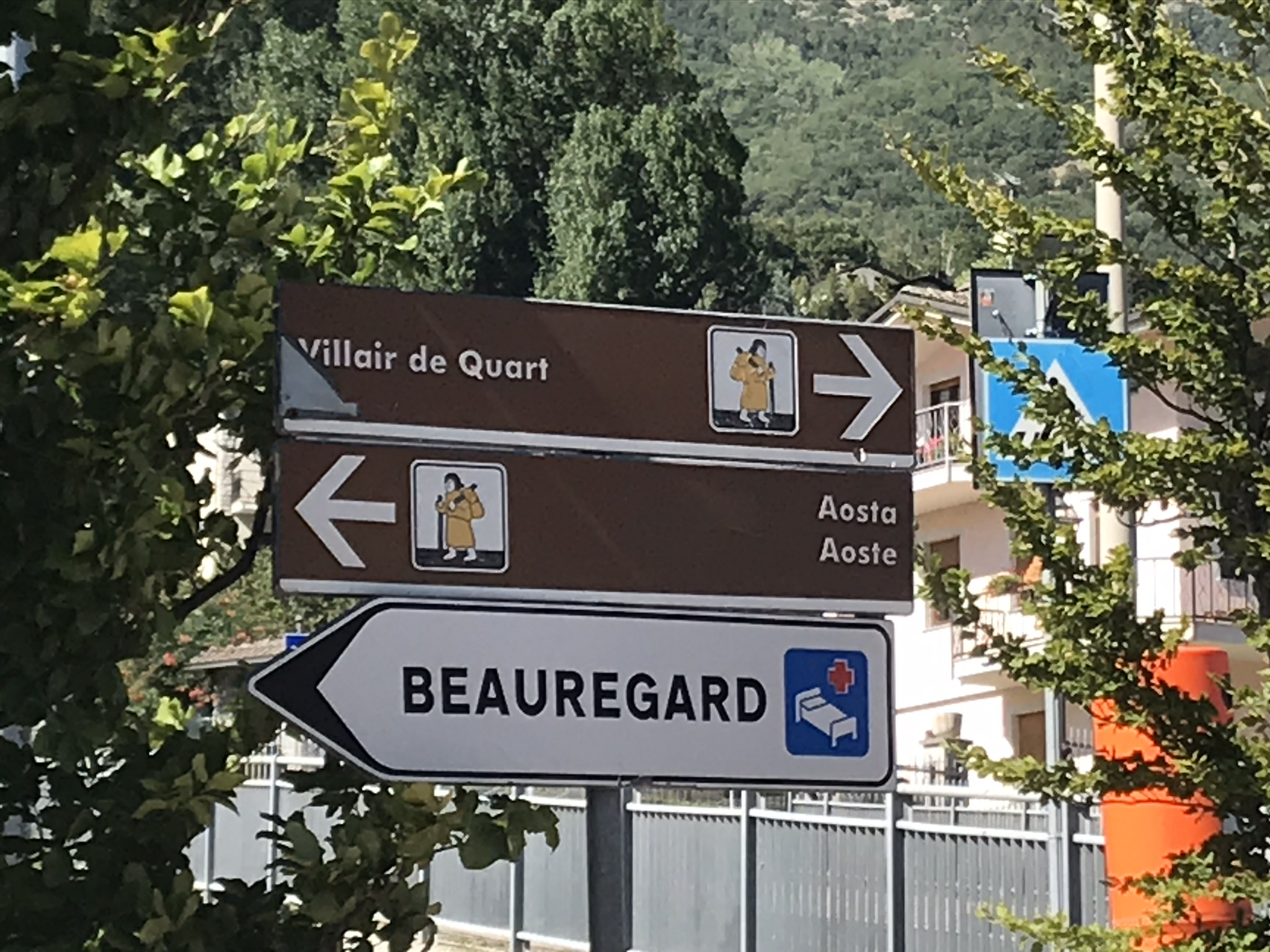
Panneaux de la Via Francigena à Bret (Saint-Christophe).

L'un des itinéraires importants est matérialisé par le tracé du voyage entrepris en 990 par Sigéric de Cantorbéry, archevêque de Cantorbéry (primat de l'Église d'Angleterre), qui se rendit à Rome afin d'y rencontrer le pape et de recevoir le pallium des mains du pontife Jean XV. Sigéric décrit précisément les 79 étapes de son itinéraire dans un document conservé à la bibliothèque de Londres.
Le parcours compte plus de 2 000 kilomètres à partir de Cantorbéry. Il passe par Shepherdswell et Douvres.
Après le franchissement de la Manche, la via Francigena entre en France par Calais et se continue par Wissant, Arras, Péronne, Saint-Quentin, Laon, Reims et sa cathédrale où furent sacrés la plupart des rois de France, Châlons-en-Champagne, Bar-sur-Aube, Blessonville, Langres, Champlitte, Besançon, Pontarlier et Jougne.
En Suisse, elle passe par Orbe, Cossonay, Lausanne, Vevey, Aigle, Saint-Maurice, Orsières, Bourg-Saint-Pierre, le col du Grand-Saint-Bernard.
En Italie, elle passe par Aoste, Ivrée, Verceil, Pavie, Fidenza, Lucques, Poggibonsi, Sienne, Bolsena, Montefiascone (ancien siège de papes et port d'entrée de la région), Viterbe et son palais des papes, pour rejoindre Rome et la basilique Saint-Pierre en empruntant l'antique via Cassia et enfin la via Triumphalis longeant le mont Mario.
Les étapes mentionnées par le manuscrit de Sigéric (environ 20 km par jour) servent de base à l'itinéraire actuel.

### La via Francigena en Italie
La via Francigena en Italie inclut notamment, à rebours, le chemin de Saint-Jacques des Italiens permettant d'atteindre la via Tolosana ou la via Gebennensis. Prolongée au-delà de Rome, la via Francigena du Sud permet d'atteindre le sanctuaire de Monte Gargano à Monte Sant'Angelo (par la via Micaelica) et les ports d'embarquement apuliens vers la Terre sainte.
À l'initiative de la Toscane et sous l'égide du ministère italien de la culture, un projet regroupant plusieurs régions d'Italie travaille à une revitalisation du parcours, sur le modèle du pèlerinage de Saint-Jacques-de-Compostelle. L'objectif de ce projet est de proposer un produit culturel et de permettre aux régions traversées d'en tirer le meilleur profit économique. Ce projet aura pour conséquence une certaine industrialisation du chemin qui n'était guère fréquenté jusqu'au début des années 2000.

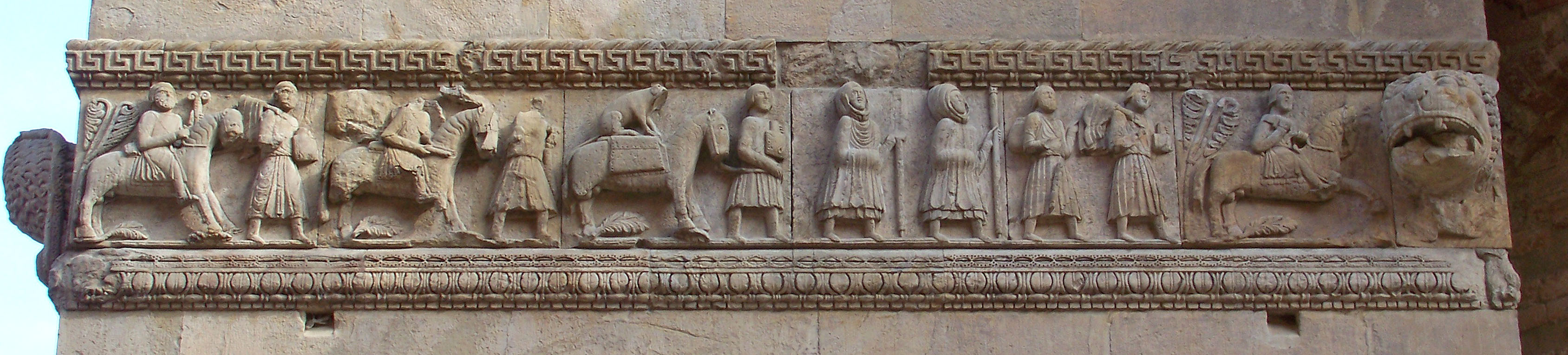
Pèlerins en route vers Rome sur la via Francigena (haut relief sculpté sur la cathédrale de Fidenza à la fin du XIIe siècle).

### La via Francigena en Suisse
Le parcours de la Via Francigena en Suisse se réfère au parcours régional no 70 de SuisseMobile.
Divers hauts lieux spirituels comme l'abbaye territoriale de Saint-Maurice (qui fête ses 1 500 ans d'existence en 2015) ou l'hospice du Grand-Saint-Bernard à 2 470 mètres (point le plus haut de l'itinéraire, à la frontière italo-suisse) se trouvent sur son tracé. Les acteurs locaux (communes et offices du tourisme) s'efforcent d'améliorer les structures d'accueil et la promotion de cet itinéraire.
En 2022, l'Association suisse de la Via Francigena a été créée à Aigle afin de promouvoir l'itinéraire dans le pays. L'Association travaille en étroite collaboration avec l'Association Européenne des chemins de la Via Francigena.
À Vevey, la Via Francigena est rejointe par l'itinéraire de Nikulas de Munkathvera, moine islandais parti d'Islande pour rejoindre Rome et Jérusalem. Nikulas précise : « Là se rejoignent les routes par lesquelles, en traversant les Alpes, les pèlerins de diverses nations se rendent à Rome, ainsi : les Francs, les Flamands, les Wallons, les Anglais, les Saxons et les Scandinaves ».

### La via Francigena en France

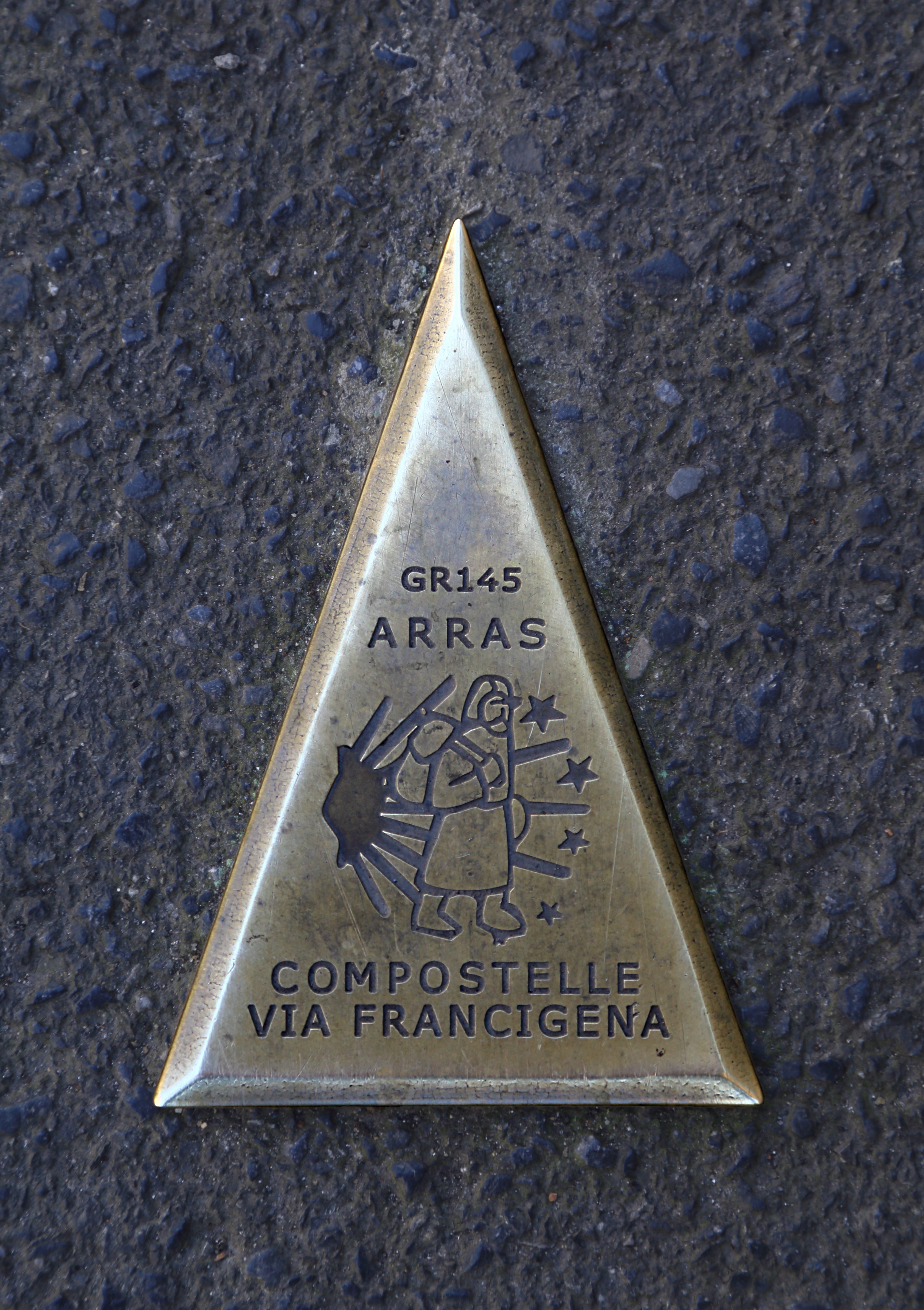
Signalisation sur un trottoir à Arras.

À l'initiative de diverses associations, le renouveau du tronçon de la via Francigena sur le territoire de la France métropolitaine est engagé. Ainsi, depuis 2019, l'itinéraire complet est balisé.
Depuis 2018, le parcours français a été homologué par la Fédération française de la randonnée pédestre en GR®145. Pour des raisons de sécurité et de services aux marcheurs/pèlerins, ce tracé est quelque peu différent du trajet de Sigéric.
Depuis août 2016, Champlitte est la commune référente pour le développement de la Via Francigena en France et le siège opérationnel en France de l'Association Européenne des chemins de la Via Francigena (AEVF).

### La via Francigena en Angleterre
Elle passe par Douvres, Shepherdswell et commence à Canterbury,.
Plus au nord, il existe un chemin de pèlerinage de Rochester à Cantorbéry.

### Autre itinéraire historique
Un autre parcours historique passe en France par Troyes, Dijon, Lyon, Chambéry, Saint-Jean-de-Maurienne, Lanslebourg, le col du Mont-Cenis et, en Italie, par le val de Suse, l'abbaye de la Novalaise, Suse, Saint-Michel-de-la-Cluse, Turin et Verceil (ou Pavie).[réf. nécessaire]

### Un parcours historique par la Scandinavie

L'itinéraire de Nikulás de Munkathvera.

Un autre parcours conduisant vers Rome et la Terre Sainte, le Leiðarvísir, a été documenté vers 1155 par le moine Nikulas de Munkathvera. Parti d'Islande, il a rejoint Jérusalem en passant par la Norvège, le Danemark, l'Allemagne et la Suisse, où il retrouve l'itinéraire de Sigeric à Vevey.

## Le pèlerinage moderne de la voie francigène
Compte tenu des nombreuses variantes du chemin au fil des siècles, notamment en raison de la modification de frontières ou d'évènements naturels (éboulements, débordements, etc.) la restitution du tracé authentique de la Via Francigena serait une entreprise quasi impossible. En 1985, Giovanni Caselli, spécialiste d'archéologie routière, a reporté sur les cartes l'itinéraire initial de Sigéric.

### Balisage

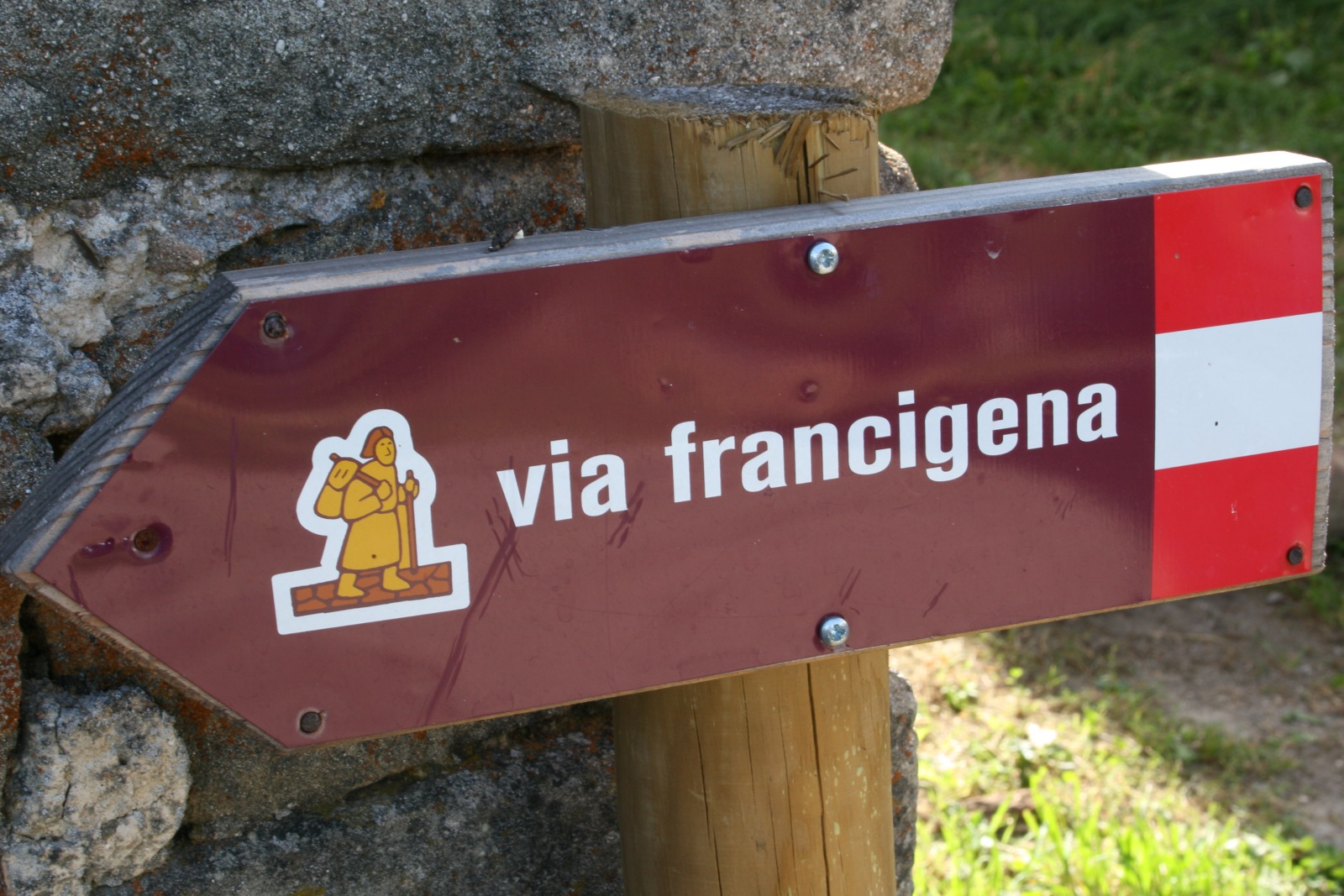
Panneau de signalisation en Italie.

La via Francigena n'est pas identifiable par un symbole aussi connu que la coquille de Saint-Jacques-de-Compostelle. En l'absence de signalétique officielle, le balisage revêt diverses formes selon les pays traversés ; il intègre la silhouette d'un pèlerin. En France, le parcours est balisé en blanc et rouge comme tous les chemins de grande randonnée (GR®145 FFR). En Suisse, la Via Francigena est la « Route 70 ». L'Italie n'emploie pas de balisage homogène : la signalétique reste dans les teintes de rouge, avec la silhouette du pèlerin.

### Gouvernance
L'AEVF, fondée en 2001 à Fidenza, est le réseau porteur officiel de l'itinéraire pour le Conseil de l'Europe depuis 2007. Elle s'appuie sur un partenariat entre les institutions européennes et les autorités locales attachées à valoriser le chemin de pèlerinage millénaire afin de promouvoir, en insistant sur la durabilité, des mesures de développement de la Via Francigena pour en faire un atout culturel et touristique, compte tenu de son importance culturelle et de son rôle potentiel de catalyseur du développement local.
De nombreuses associations dans les différents pays soutiennent également le développement de la Via Francigena et apportent une aide aux pèlerins et randonneurs.
La Fédération Française Via Francigena (FFVF) est une association loi de 1901, laïque, d'intérêt général, neutre, indépendante et sans but lucratif, fédérant des associations pèlerines partageant les mêmes valeurs en dehors de toute considération politique, religieuse ou autre. Elle regroupe les associations pèlerines présentes sur le tracé de la Via Francigena et toutes celles qui souhaitent unir leurs efforts pour aider et soutenir les pèlerins de leurs régions à rejoindre ce grand itinéraire culturel européen. En 2020, elle est présente dans 39 départements et regroupe plus de 3 600 bénévoles. Elle est le représentant privilégié des associations françaises œuvrant sur la Via Francigena et ses voies de raccordement.
La FFVF est en lien avec d'autres associations ou fédérations pèlerines nationales ou internationales, qui partagent ses valeurs et s'associent à son action et avec lesquelles elle développe des partenariats privilégiés à long terme. Elle étend son partenariat avec des structures non pèlerines pour des actions précises répondant à des besoins particuliers. Elle est composée de bénévoles, au service de la sauvegarde, de la mise en valeur et de la promotion de la Via Francigena et des voies permettant de la rejoindre. Elle procure de l'aide aux personnes qui font vivre ces chemins et aux pèlerins qui les parcourent.
Ce chemin, qui se fait traditionnellement à pied, est également un itinéraire cyclable EuroVelo (EV 5 - Via Romea Francigena) sur un parcours différent.

### Notoriété
La Via Francigena a peu à peu sombré dans l'oubli à partir du XVIIIe siècle. Cette route historique connaît un second souffle depuis sa certification en tant qu'itinéraire culturel du Conseil de l'Europe, en 1994. Il s'agit de proposer aux Européens du XXIe siècle de parcourir à nouveau des routes historiques afin de leur permettre de mieux comprendre quelle image leurs prédécesseurs se faisaient de l'Europe, de ses valeurs et de ses cultures.
Le jubilé de l'an 2000 et les journées mondiales de la jeunesse (JMJ) de Rome ont marqué une étape dans le renouveau de ce chemin.
En 2006, lors du 500e anniversaire de la Garde suisse pontificale, d'anciens gardes suisses se sont rendus à Rome par la via Francigena, à pied, pour commémorer leur appel par le pape Jules II en 1506.
Depuis le début des années 2000, la Via Francigena connaît un notable essor de fréquentation. La délivrance de Crédencial (passeport du pèlerin) est en constante augmentation[réf. nécessaire]. En témoigne aussi le nombre croissant de pèlerins sur le chemin et le développement des points d'accueil.